# 鲍里斯·米斯尼克
鲍里斯·格里戈里耶维奇·米斯尼克（俄语：Борис Григорьевич Мисник，1938年7月30日—2021年12月4日），俄罗斯政治人物，曾任第二届国家杜马议员。

## 生平
1938年7月30日出生在摩尔曼斯克州伊曼德拉。1963年毕业于列宁格勒水运工程学院。
1963年至1964年，在克拉斯诺亚尔斯克港口担任工程师。1964年开始在西北自动化装配厂蒙切戈尔斯克管理局工作，历任工程师、部门主任、总工程师、工会主席等职。1973年加入苏联共产党。1984年至1991年，担任蒙切戈尔斯克北镍工厂工会主席。1991年至1996年，担任俄罗斯矿业和冶金工会主席。
1995年至1999年，担任第二届国家杜马议员。1998年至1999年，担任国家杜马北方和远东问题委员会主席。
米斯尼克是俄罗斯统一民主党“亚博卢”成员。2001年起任主席团成员。2002年至2008年，担任主席团执行秘书。2008年起任政治委员会协调员。
2021年12月4日逝世。葬于霍万斯基公墓。